# Denní modlitba církve

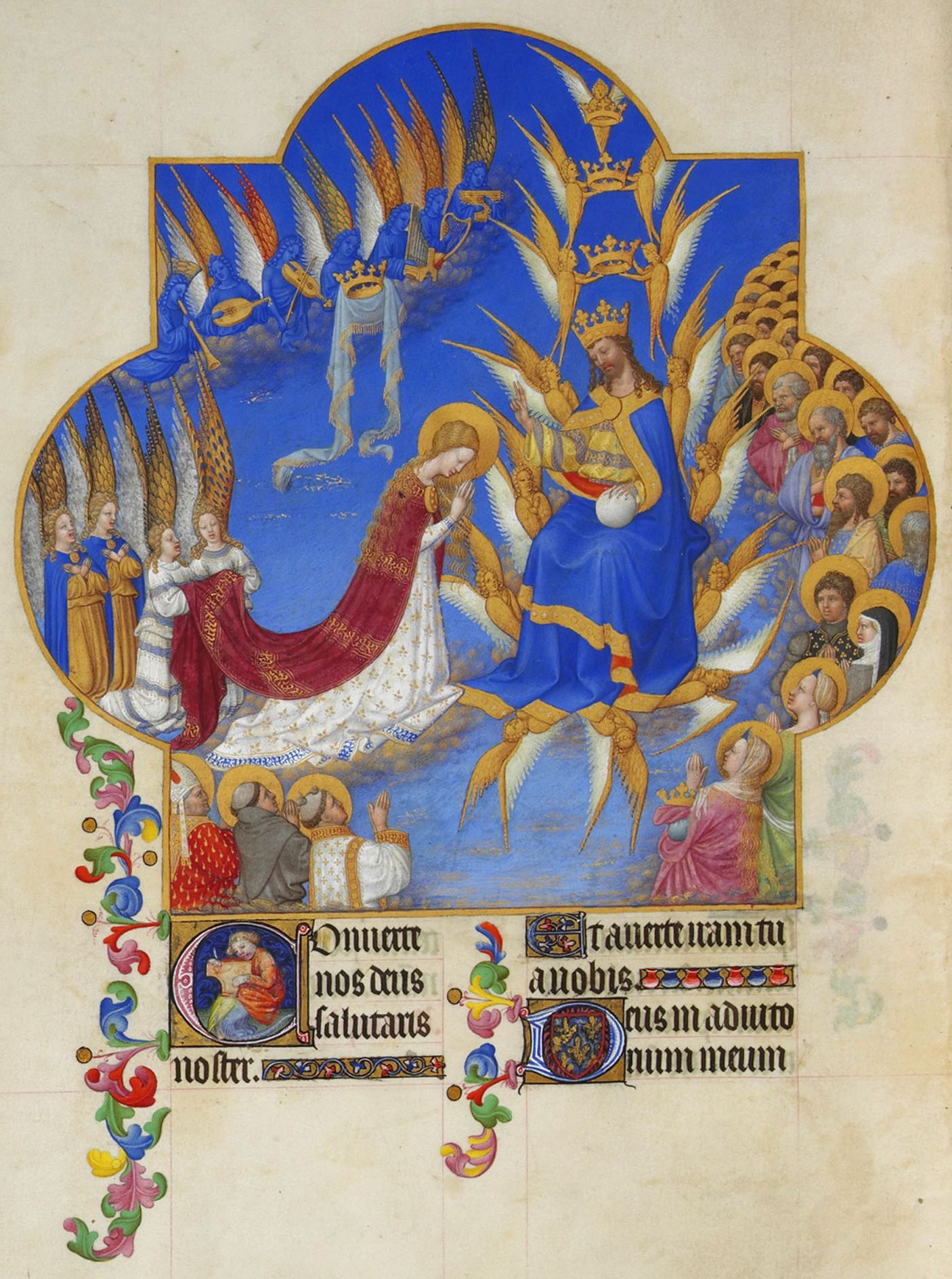
Korunovace Panny Marie, Přebohaté hodinky vévody z Berry (1410)

Denní modlitba církve, jinak též liturgie hodin (latinsky liturgia horarum), božské oficium (latinsky officium divinum) či hovorově „modlitba breviáře“ tvoří oficiální liturgickou modlitbu římskokatolické církve. Texty potřebné k soukromé (individuální) modlitbě hodinek v západní církvi jsou obsaženy v liturgické knize nazývané breviář, příslušné chorální nápěvy pro zpívanou společnou modlitbu jsou v antifonáři. Breviář, liturgii hodin, mají ve své modlitební tradici a praxi také anglikánská a starokatolická církev. Pravoslavné církve modlitbu hodinek znají také.  

## Struktura
Liturgii hodin tvoří několik modliteb ("hodinek") během celého dne a ty jsou tvořeny především žalmy a biblickými čteními. Tyto texty se obvykle zpívají nebo společně recitují.

### Tradiční uspořádání liturgie hodin
Liturgie hodin ve svých dlouhých dějinách prošla velkým vývojem. Chórová modlitba žalmů byla obvyklá již ve starých mnišských klášterech, zvláště benediktinského řádu, a v biskupských kostelích. Hodinky se poté rozšířily i mezi laiky a tato modlitba byla tak běžná, že její záznam patří k nejčastějším dochovaným středověkým rukopisům. Pro diecézní klérus a řeholníky stanovila její podobu reforma Tridentského koncilu v 16. století. Tato podoba obsahovala osm „hodinek“ (označovaných obvykle jako „hóry“; z lat. hora, hodina). Tyto hodinky odpovídají Řeholi sv. Benedikta.
Hodinky se řídí časem, který dělí dobu mezi východem a západem slunce na 12 hodin, a délka hodiny se proto během roku mění (v létě jsou hodiny delší, v zimě kratší), rozdíl se zvětšuje se zeměpisnou šířkou:
- matutinum (vigiliae, nocturni) — v noci, kolem 2 h;
- laudy (lat. laudes, „chvály“) — při svítání;
- prima — o první hodině po východu slunce,  (při rovnodennosti asi v 6 hodin);
- tercie (lat. tertia) — o třetí hodině, tj. kolem 9 h;
- sexta — o šesté hodině, tj. v poledne;
- nona — o deváté hodině, tj. asi v 15 h;
- nešpory (lat. vesperae) — večer při západu slunce;
- kompletář (lat. completorium) — před spaním.[2]

Sedm denních a jedna noční modlitba jsou odvozeny z veršů 119. žalmu:
| „                        | Chválívám tě sedmkráte za den za tvé spravedlivé soudy | “ |
| — Ž 119, 164 (Kral, ČEP) |                                                        |   |

| „                       | Uprostřed noci vstávám, abych tě chválil | “ |
| — Ž 119, 62 (Kral, ČEP) |                                          |   |

Benedikt z Nursie ovšem do své Řehole přejal toto schéma z východní mnišské praxe, kterou zprostředkoval Jan Kassián ve svých Collationes a Institutiones. Ve východní praxi prima neexistovala až do doby, kdy někteří mniši si začali chodit po laudách ještě na chvíli lehnout namísto práce či studia – teprve tehdy byla prima zavedena, aby se tomu předcházelo. I v potridentském breviáři jsou matutinum a laudy s výjimkou Vánoc spojeny.

### Uspořádání hodinek po Liturgické reformě
Liturgická reforma po Druhém vatikánském koncilu zasáhla i liturgii hodin, jejíž denní penzum výrazně zkrátila a zjednodušila její pravidla (rubriky). Současné části Denní modlitby církve, jak se oficiálně pokoncilní modlitba hodinek nazývá, jsou:
- Pozvání k modlitbě čili invitatorium – Není samostatné, je úvodem do první modlitby dne. Skládá se ze zvolání "Pane, otevři mé rty a má ústa tě budou chválit" (latinsky „Domine, labia mea aperies et os meum annuntiabit laudem tuam.) a žalmu 95 (případně 100, 67, 24) s antifonou.
- Modlitba se čtením – Tradičně byla první modlitbou dne, dnes je však možné modlit se ji kdykoli. Některé kláštery se modlitbu se čtením modlí v noci, jinde se spojuje s laudami. Modlitba obsahuje hymnus, tři žalmy, čtení z bible a ze spisů církevních otců, o svátcích chvalozpěv Te Deum a závěrečnou modlitbu (v případě, že se modlitba se čtením koná v prodloužené podobě jako vigilie, vsouvají se mezi druhé čtení a Te Deum tři starozákonní kantika a úryvek z evangelia).
- Ranní chvály čili laudy – Modlí se vždy ráno. Začínají zvoláním "Bože, pospěš mi na pomoc. Slyš naše volání." (latinsky „Deus, in adiutorium meum intende. Domine, ad adiuvandum me festina.“) a modlitbou Sláva Otci. Následuje hymnus, dva žalmy a mezi nimi starozákonní kantikum, kratší nebo delší biblické čtení, responsoriální zpěv, Zachariášovo kantikum (Lk 1, 68-79), prosby za zasvěcení dne, modlitba Otčenáš a závěrečná modlitba.
- Modlitba uprostřed dne – Modlí se během dne. Někteří řeholníci (v mnišských řádech a řádech řeholních kanovníků) se během dne modlí modlitby tři (dopoledne, v poledne, odpoledne), ostatní řeholníci a diecézní klérus pouze jednu. Začíná zvoláním "Bože, pospěš mi na pomoc. Slyš naše volání." a modlitbou Sláva Otci. Následuje hymnus (vybírá se jeden ze tří hymnů, podle denní doby), tři žalmy, krátké čtení a závěrečná modlitba.
- Večerní chvály čili nešpory – Modlí se večer, ideálně při západu slunce. Začínají zvoláním "Bože, pospěš mi na pomoc. Slyš naše volání." a modlitbou Sláva Otci. Dále následuje hymnus, dva žalmy a novozákonní kantikum, krátké biblické čtení a poté modlitba Magnificat. Po jejím skončení se modlí přímluvné prosby (poslední z nich je vždy prosba za duše zemřelých), Otčenáš a závěrečná modlitba.
- Modlitba před spaním čili kompletář – Modlí se před usnutím. Obsahuje zvolání "Bože, pospěš mi na pomoc. Slyš naše volání.",  poté následuje hymnus, žalm a krátké čtení z Nového zákona. Následně se modlí tzv. Simeonovo kantikum (Lk 2, 29-32), závěrečná modlitba, zvolání "Dej nám, Bože, pokojnou noc a posiluj nás, ať vytrváme v dobrém až do konce." (případně "Pokojnou noc a svatou smrt nechť nám dopřeje Všemohoucí Pán"). Na závěr kompletáře se připojuje libovolná z mariánských antifon (např. Zdrávas Maria, u dominikánů a mnišských řádů tradičně Salve Regina).

Čísla stran jednotlivých částí modlitby breviáře (kromě modlitby se čtením), a to v jeho starém i novém vydání, otiskuje pravidelně Katolický týdeník (str. 11).

## Elementy
Jednotlivé hodinky denní modlitby církve se skládají z omezeného množství základních elementů v různém výběru, množství a uspořádání.
- žalmy
- kantika
- antifony
- biblická čtení
- nebiblická čtení
- krátká biblická čtení
- responsoria
- verše (též versikly, veršíky)
- přímluvy
- hymny
- orace

## Závazek a doporučení
V katolické církvi latinského obřadu jsou některé osoby vázány povinností denní modlitbu církve se modlit. Kanonické právo k ní zavazuje všechny členy duchovenského stavu (biskupy, kněze, jáhny). Zasvěcené osoby jsou k ní vázány podle stanov dané řeholní společnosti nebo institutu zasvěceného života. Specifickou variantou závazku k denní modlitbě církve je chórová povinnost.
Ostatním katolíkům, kteří k denní modlitbě církve vázáni nejsou, se nicméně její soukromá nebo společná modlitba naléhavě doporučuje.

## Různé tradice
V rámci katolické církve latinského obřadu vedle sebe vždy existovala pluralita tradic denní modlitby církve, lišících se navzájem obsahem i strukturou. Lišilo se oficium monastické a katedrální; v rámci monastického se dále lišila oficia jednotlivých řádů, v rámci katedrálního byly někdy odlišnosti mezi diecézemi. Značná část partikulárních tradic (mj. i ta pražská a olomoucká) byla po Tridentském koncilu opuštěna ve prospěch jednotného Římského breviáře. Další partikulární tradice byly opuštěny po Druhém vatikánském koncilu. I nadále se však svébytného uspořádání oficia, charakterizovaného obvykle rozložením žaltáře na jeden nebo dva týdny (oproti dnes obvyklým čtyřem), drží staré mnišské řády; řada dalších řeholních společností a institutů zasvěceného života má denní modlitbu církve více či méně přizpůsobenou svým zvyklostem (např. dominikáni mají charakteristicky přizpůsobený kompletář, premonstráti liturgii Velikonočního tridua, …).
I ty diecéze a řeholní společnosti, které se drží běžné podoby denní modlitby církve bez osobitých úprav, obvykle mají určité množství formulářů pro vlastní svátky svatých. V době potridentské se tyto vlastní formuláře obvykle vydávaly ve formě samostatných dodatkových svazků nebo přívazků (officia propria). Dnes, kdy se obvykle používá breviář v národním jazyce, tištěný zvlášť pro to které území nebo řád, bývají často zařazeny přímo na příslušná místa v oddílu vlastních textů o svatých (proprium sanctorum).

## Pobožnosti odvozené z denní modlitby církve
Denní modlitba církve inspirovala vznik celé řady různých pobožností, které zpravidla představují její radikální zjednodušení nebo malý výběr z jejích elementů a umožňují snazší účast laiků, pro které bylo až donedávna její plnohodnotné slavení jen obtížně uskutečnitelné (nákladné knihy, složitá orientace, latinský jazyk).
- růženec
- Anděl Páně
- mariánské hodinky
- další pobožnosti ve formátu "hodinek", vztahující se k různým tématům
- vánoční novéna[7]